# Paratylenchus hamatus
Espèce
Paratylenchus hamatus est une espèce de nématodes de la famille des Tylenchulidae et du genre Paratylenchus. C'est un nématode phytopathogène qui cause des dégâts sur de nombreuses plantes cultivées.

## Description
Ce sont de petits nématodes phytopathogènes, de 0,3 mm de long. La cuticule est marquée de stries assez grossières. La région des lèvres est continue avec le contour du corps. Il y a quatre incisures dans le champ latéral.

### Femelles
La femelle gravide peut se gonfler à l'avant de la vulve. Le stylet (en) est fort, généralement d'environ 36 Âµm. L'ovaire est unique, prodelphique, étiré. La vulve est une fente transversale avec des membranes latérales qui peuvent s'étendre vers l'intérieur sur l'ouverture vulvaire. Dans d'autres publications, ces membranes sont appelées « volets advulvaires ». La taille corporelle médiane est rapportée pour cette espèce.

### Mâles
Le stylet est modérément développé et le bulbe médian semble faible. Les spicules sont allongés arqués, reposant dans un gubernaculum fin et en forme de cuvette. Lorsqu'ils sont saillants, les spicules sont entourés d'une courte gaine, avec un processus postérieur en forme de crochet, dépassant de l'ouverture cloacale. L'épithète spécifique hamatus est dérivé de la présence de ce processus en forme de crochet.

## Répartition
L'espèce est présente en Europe (Belgique, Chypre, Estonie, Lituanie, Slovaquie, Slovénie, Pays-Bas et Ukraine), Afrique du Sud, Australie et Amérique du Nord. Elle est largement répandue en Californie, mais ne se rencontre généralement pas dans les régions viticoles plus fraîches.

## Plantes hôtes
Les plantes hôtes de Paratylenchus hamatus comprennent le Céleri, le Figuier, le Raisin, la Pêche, la Carotte, la Menthe, la Fétuque, etc..

## Dégâts
Paratylenchus hamatus serait l'espèce de nématodes la plus commune dans les plantes vivaces ligneuses de Californie. Il peut être présent en abondance dans les vignobles exempts de toute autre végétation, mais il n'est pas associé à des dommages à la vigne, sauf lorsque de jeunes vignes ont été plantées dans des niveaux de population très élevés. Les niveaux de population les plus élevés de ce nématode sont souvent mesurés sur les vignes les plus vigoureuses et sa présence semble ralentir l'accumulation d'autres endo et ectoparasites. L'alimentation d'un grand nombre d'individus produit des lésions localisées et peu profondes sur les racines des raisins.
Associé au déclin de la récolte chez le figuier, mais une corrélation positive avec la vigueur a été observée chez le raisin et le pêcher. P. hamatus pourrait avoir une relation antagoniste ou compétitive avec Mesocriconema xenoplax : dans des expériences de terrain (1998-90), le sol autour des racines de pêcher a été inoculé avec P. hamatus après fumigation, mais les résultats n'étaient pas convaincants. 
Ce nématode provoque également des dégâts sur céleri dans le nord-est des États-Unis et aux Pays-Bas ; il peut aussi déformer les carottes. Le poids des plants de menthe peut être réduit et la floraison retardée par une infestation par P. hamatus dans la vallée de Yakima dans l'état de Washington. Lors d'expériences en pot, le poids sec des plantes de menthe poivrée et de menthe verte 22 semaines après l'inoculation était réduit de 20 à 34 %. Les plantes infectées restent succulentes plus longtemps, ce qui les rend sensibles aux blessures hivernales. Chez la Fétuque élevée, le tallage a augmenté mais la croissance de la cime a été retardée. Les sommets des céleris attaqués par les nématodes peuvent devenir rabougris et chlorotiques. Les figues infectées par les nématodes deviennent chlorotiques avec des fruits de petite taille. 

## Taxonomie
L'espèce est décrite par Gerald Thorne et Merlin Walters Allen en 1950, qui la classent dans le genre Paratylenchus sous le nom binominal Paratylenchus hamatus. Elle est décrite à partir de figues dans des échantillons de sol prélevés par E.F. Serr près de Planada en Californie et envoyés à Gerald Thorne à Salt Lake City pour diagnostic. À partir de ces échantillons, Thorne et Allen ont décrit à la fois Xiphinema index et Paratylenchus hamatus.